# Lucio Fenio Rufo
Lucio Fenio Rufo  fue un militar romano del siglo I.

## Carrera
Fue nombrado prefecto de la anona en el año 55 por Nerón, alcanzando gran popularidad entre el pueblo por cumplir con sus obligaciones al no tener en cuenta sus ingresos privados. En el año 62, el emperador lo designó prefecto del pretorio junto con Tigelino para contrarrestar la impopularidad de este. Sin embargo, nunca consiguió el favor imperial. Dada su amistad con Agripina, terminó por atraer las sospechas de Nerón. Se suicidó tras el descubrimiento de la conjura de Pisón en la que tomó parte, aunque previamente había actuado como inquisidor de sus compeñeros conjurados. Varias de sus amistades corrieron su misma suerte.